# Renjagt / Angmassætter
|  | Denne artikel er oprettet af botten PalnaBot ud fra en ekstern database. Den kan derfor have sproglige fejl eller mangler. Denne skabelon kan fjernes efter kontrol af indholdet. |

Renjagt / Angmassætter er en film instrueret af Jette Bang.

## Handling
Rentyr skydes ned af tre jægere. Parteres, slagtes. Konebåd. Kajakker. Konebåd bruges som telt. Angmassætter. Fiskeri. Fiskene tørres, spises rå.